# Phoenicoprocta schreiteri
Phoenicoprocta schreiteri là một loài bướm đêm thuộc phân họ Arctiinae, họ Erebidae.